# Pantanos de Huanchaco

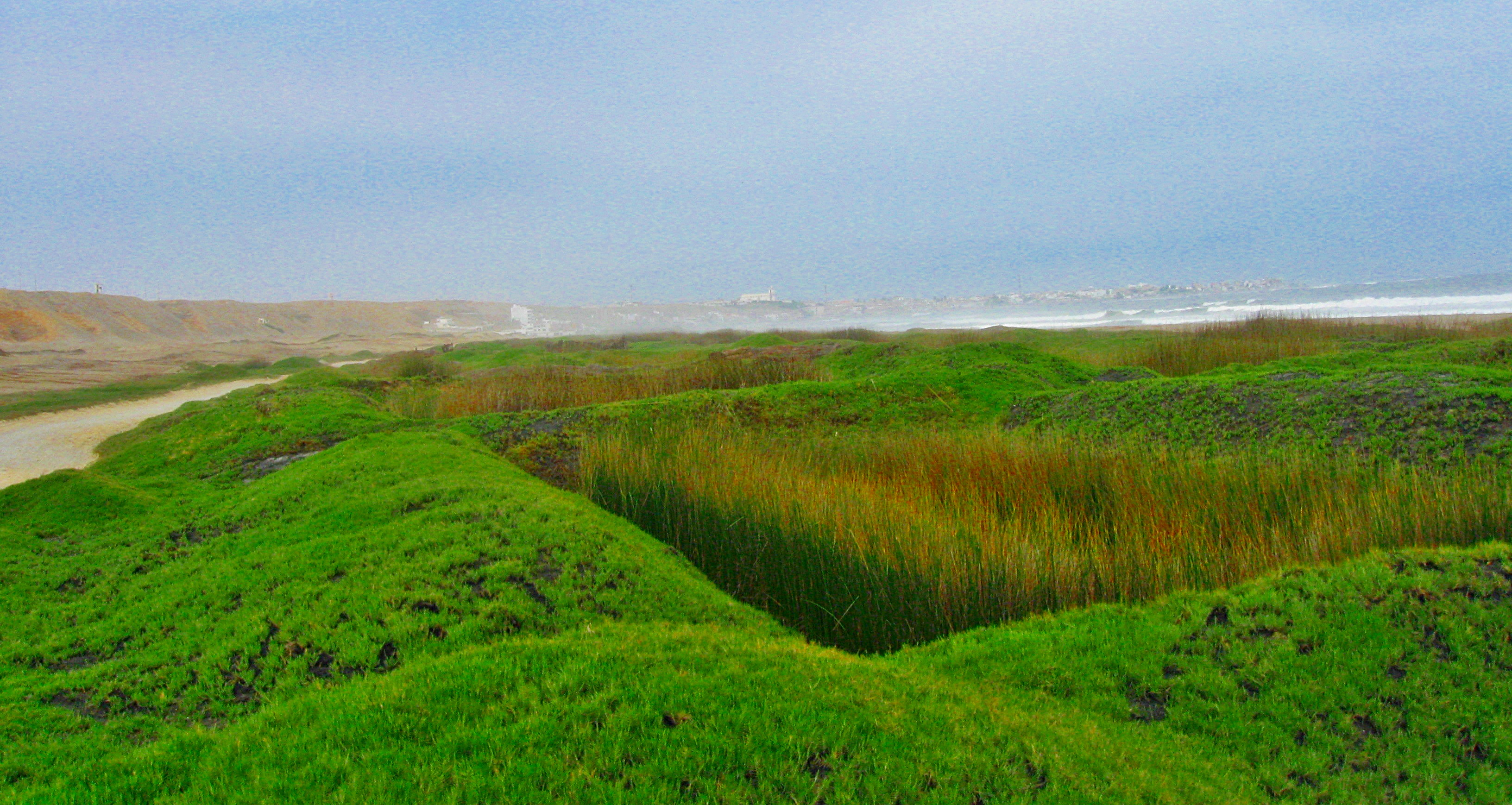
Vista parcial de los Humedales de Huanchaco, reserva ecológica de donde los mochicas y chimúes extraían la materia prima para fabricar los milenarios caballitos de totora, aún en la actualidad los pescadores del lugar continúan con esta legendaria tradición, se observa muy cerca la orilla del mar y a lo lejos el mítico balneario de Huanchaco

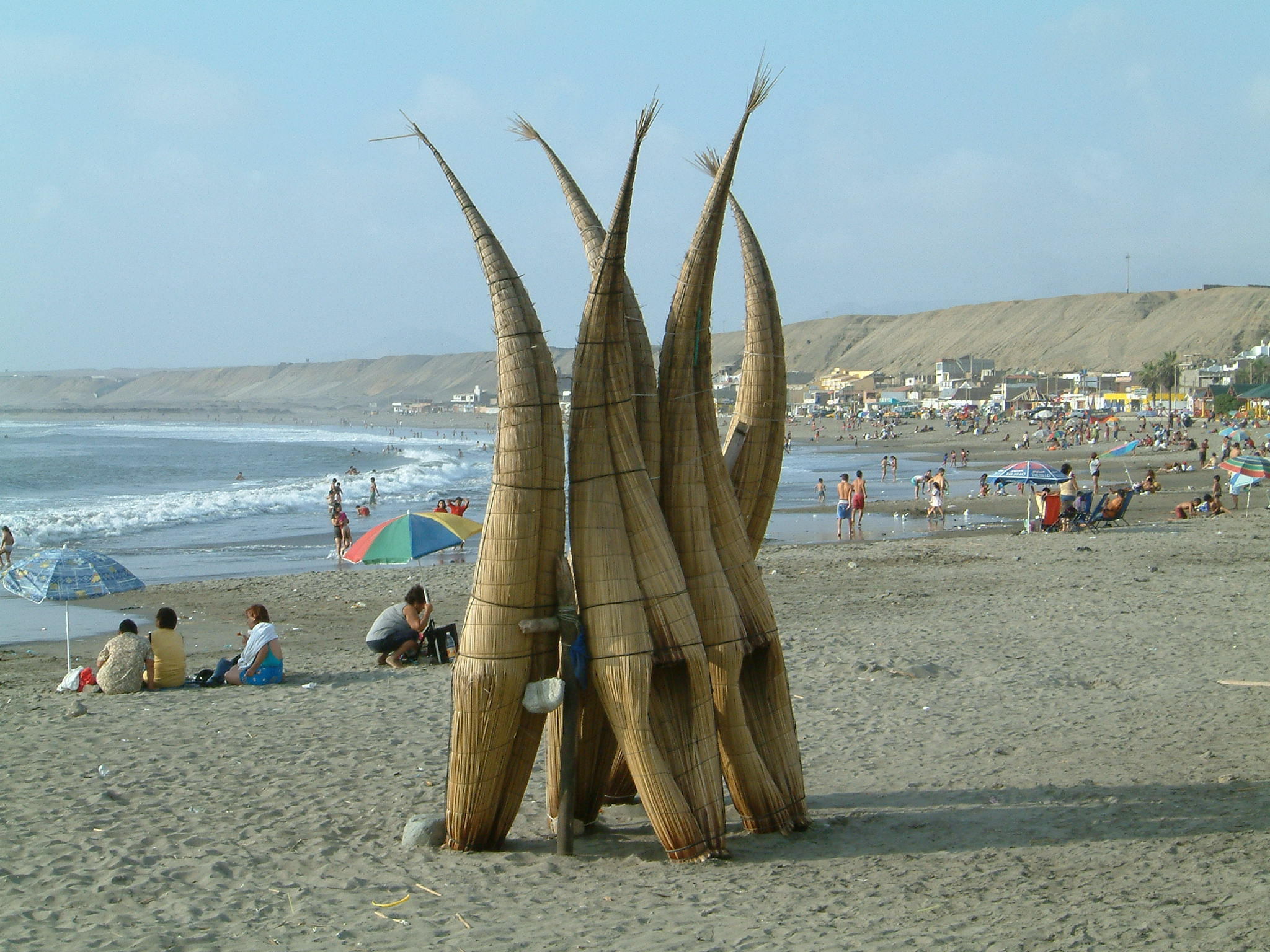
Caballitos de totora

Pantanos de Huanchaco, conocido también como Humedales de Huanchaco  o balsares de Huanchaco es una reserva ecológica Chimú que se encuentra en el balneario de Huanchaco, a unos 14 km al noroeste de la ciudad de Trujillo, en el Perú. De esta reserva ecológica se extrae la materia prima para la fabricación de los milenarios caballitos de totora utilizados desde la época de los mochicas para la pesca artesanal.

## Parque ecoturístico

### Totorales de Huanchaco
Los milenarios “moche” consiguieron desarrollar formidables técnicas de cultivo en el árido litoral costero del norte peruano. Una de ellas es la siembra en “wachaques”, pozas excavadas hasta encontrar la napa freática a orillas del mar. A sus aguas salobres supieron adaptar la “totora” (scirpus californicus). La totora les permitió desde tiempos muy remotos ser los señores del Mar Pacífico. Los pescadores huanchaqueños se mostraron como eximios navegantes, realizando largas travesías de ultramar en sus balsas de totora.

### Multimedia
- Wikimedia Commons alberga una galería multimedia sobre Pantanos de Huanchaco.

- Datos: Q5660727
- Multimedia: Wetland of Huanchaco / Q5660727